# LIDER (Bulgària)
LIDER (búlgar ЛИДЕР) és un partit polític de Bulgària d'ideologia liberal, fundat el 2007 per l'inversionista i empresari del sector elèctric Kancho Filipov. Ha rebut el suport econòmic de diverses empreses del sector elèctric, i ha tingut votants entre els treballadors de les mines de Pemik i Bobov Dol. A les eleccions europees de 2009 es va presentar en coalició amb Novoto Vreme, partit de centredreta amb el qual va obtenir el 5,7% dels vots, i no va treure un eurodiputat per molt poc. En les eleccions legislatives búlgares de 2009 va obtenir 137.795 vots (3,26%) i no va aconseguir representació parlamentària.